# アミール・キャビール工科大学
アミール・キャビール工科大学（AUT; ペルシア語: دانشگاه صنعتی امیرکبیر）は、イラン・テヘランの
男女共学の公立研究大学。以前はテヘラン・ポリテクニークと称した。同大学はイラン最初の工科大学として設立され、自然科学、工学、技術における国内最高の教育機関である。
1958年、ハビーブ・ナフィースィーによって設立。当初は工学部門の5学部から構成された。大学は順次拡大し、現在は自然科学部門と工学部門で14学部、5研究所を擁し、関連大学諸機関がテヘラン近郊タフレシュの街にある。専任教員は480人、職員550人、学生数は大学院・学部あわせて8000人以上である。
アミール・キャビール工科大学は大学院教育を対象に長期計画を策定、実施している。
- 修士および博士レベルの研究の高度化推進
- 国内・国際双方における産学連携の推進
- 新しい研究所の設立
- 博士課程学生およびポスドク研究スタッフの海外における研究継続のための奨学金給付

大学執行部は、諸協議会が参加し、戦略的事項の計画・管理に携わる4つの部門から形成される。
バーミンガム大学との共同研究プログラムは協定はアミール・キャビール工科大学の新たな国際計画である。

## 学部
- 航空宇宙工学
- 生医学工学
- 化学工学
- 土木工学
- 情報技術・コンピュータ工学
- 電気工学
- 生産工学
- 海洋工学
- 数学・コンピュータ科学
- 機械工学
- 鉱業冶金工学
- 原子力工学・物理学
- 高分子工学
- 繊維工学
- 石油工学

## 歴代総長
| - ハビーブ・ナフィースィー - メフルダード・アーベディー - モハンマド・アリー・モジュタヘディー - ヤガーネ・ハーエリー - モハンマド・ジャアファル・ジャド・バーバーイー - カーゼム・ナジュマーバーディー - ホセイン・マーヒヤーン - スィールース・シャフィーイー - ミーリー - メフディー | - ハサン・ファリード・アアラム - キャマーロッディーン・ニークラヴェシュ - ハサン・ラヒームザーデ - アリーアクバル・ラメザーニヤーンプール - レザー・ホセイニー - モハンマド・ホセイン・サリーミー・ナミーン - アリーレザー・ラハーイー - アブドルハミード・リヤーズィー - アフマド・ファヒーミーファル - アリーレザー・ラハーイー |

## 著名な卒業生

### 自然科学・工学
- アクバル・アディービー: 教授（電気工学）。イランにおけるエレクトロニクスの父。
- アボルハサン・アースターネ＝アスル: カリフォルニア大学バークレー校教授（土木工学）。
- キャスラー・フェルドウス: ジョージタウン大学教授（国際生産工学）
- モフセン・カーヴェラード: ペンシルベニア州立大学教授（電気工学）
- モハンマド・モダッレス: メリーランド大学カレッジバーク校教授（機械工学、原子力工学）

### 芸術・文化
- ペジュマーン・バーゼギー: 俳優
- イーラジ・キャリーミー: 映画監督
- キャマール・タブリーズィー: 映画監督

### 政治家
- アッバース・アブディー: 政治活動家
- バハーオッディーン・アッダーブ: 前国会議員
- アリー・アフシャーリー: 政治活動家
- モスタファー・ハーシェミータバー: 元副大統領、元物理教育協会長、イランオリンピック委員会委員長
- モフセン・ミルダーマーディー: イラン・イスラーム参加戦線書記長（最大の改革派政党）
- アフマド・モォタメディー: 元情報通信技術大臣
- ベフザード・ナバヴィー: 元産業大臣、元国会副議長
- モハンマド・サイーディーキヤー: 住宅都市開発大臣
- エッザトッラー・ザルガーミー: イラン・イスラーム共和国放送総裁（テレビ・ラジオ組織）